# Принцип еквівалентності
При́нцип еквівале́нтності (англ. equivalence principle) — основне твердження загальної теорії відносності, за яким спостерігач не може жодним способом відрізнити дію гравітаційного поля від сили інерції, що виникає в системі відліку, яка рухається з прискоренням.
Принцип еквівалентності справедливий завдяки рівності гравітаційної та інерційної маси.
Розрізняють слабкий принцип еквівалентності (англ. weak equivalence principle) та си́льний при́нцип еквівале́нтності (англ. strong equivalence principle). Різниця між ними в тому, що слабкий принцип — це локальне твердження, а сильний принцип — це твердження, що стосується будь-якої точки простору-часу, тобто будь-якого місця у Всесвіті й будь-якого часу в минулому чи майбутньому.

## Математичне формулювання
Подивимось, як цей принцип відбивається у формулах. Для цього розглянемо світову лінію матеріальної точки з масою {\displaystyle m}. Натуральний параметр цієї лінії позначимо {\displaystyle s}, він пропорційний власному часу матеріальної точки {\displaystyle \tau }:
{\displaystyle (1)\qquad s=c\tau }
де {\displaystyle c} — швидкість світла. Різниця {\displaystyle ds} натурального параметра в двох близьких точках чотиривимірного простору-часу називається просторово-часовим інтервалом. Він пов'язаний з приростами координат такою формулою:
{\displaystyle (2)\qquad (ds)^{2}=c^{2}(d\tau )^{2}=g_{ij}dx^{i}dx^{j}}
Одиничний дотичний до світової лінії вектор {\displaystyle \nu ^{i}} є справжнім чотиривектором; він виражається через чотиривектор швидкості {\displaystyle v^{i}={dx^{i} \over d\tau }}:
{\displaystyle (3)\qquad \nu ^{i}={dx^{i} \over ds}={v^{i} \over c}}
Геодезична кривина світової лінії також є справжнім чотиривектором, і дорівнює:
{\displaystyle (4)\qquad k^{i}={D\nu ^{i} \over Ds}={d^{2}x^{i} \over ds^{2}}+\Gamma _{jk}^{i}{dx^{j} \over ds}{dx^{k} \over ds}}
У спеціальній теорії відносності прискорення матеріальної точки пов'язане із силою такою формулою:
{\displaystyle (5)\qquad m{d^{2}x^{i} \over d\tau ^{2}}=F^{i}}
Оскільки в спеціальній теорії відносності символи Крістофеля дорівнюють нулю, то можна замість другої похідної за часом підставити вектор кривини {\displaystyle k^{i}} з відповідним коефіцієнтом, і узагальнити (5) до такої тензорної формули:
{\displaystyle (6)\qquad mc^{2}\left({d^{2}x^{i} \over ds^{2}}+\Gamma _{jk}^{i}{dx^{j} \over ds}{dx^{k} \over ds}\right)=F^{i}}
Всі справжні сили, окрім сили тяжіння і сил інерції, (наприклад електромагнітні сили) зібрані у векторі {\displaystyle F^{i}}.
Мимохідь можна побачити такий цікавий геометричний факт: геодезична кривина світової лінії (розмірність обернена до відстані) дорівнює силі, поділеній на енергію спокою:
{\displaystyle (7)\qquad k^{i}={F^{i} \over mc^{2}}}
Сила тяжіння і сили інерції описуються одним доданком у формулі (6), пов'язаним із символами Крістофеля. Перепишемо (6), перенісши цей доданок у праву частину рівняння, і позначимо цю несправжню силу {\displaystyle {\tilde {F}}^{i}} (еф з тильдою):
{\displaystyle (8)\qquad m{d^{2}x^{i} \over d\tau ^{2}}=-m_{0}\Gamma _{jk}^{i}{dx^{j} \over d\tau }{dx^{k} \over d\tau }+F^{i}={\tilde {F}}^{i}+F^{i}}
Звернемо увагу, що масу {\displaystyle m} у лівій частині формули (6) винесено за дужки, а тому при розкритті дужок буде однаковою інерційна маса, яка стоїть множником біля прискорення в даній системі координат:
{\displaystyle (9)\qquad m{d^{2}x^{i} \over d\tau ^{2}}}
і гравітаційна маса, яка стоїть множником у формулі для гравітаційної сили:
{\displaystyle (10)\qquad {\tilde {F}}^{i}=-m\Gamma _{jk}^{i}{dx^{j} \over d\tau }{dx^{k} \over d\tau }}
Ясно, що відокремити силу тяжіння від сил інерції важко, особливо в нестаціонарному гравітаційному полі.
Проте ми можемо окремо говорити про сили інерції у випадку плоского простору Мінковського, коли тензор Рімана тотожно дорівнює нулю. Також ми можемо говорити тільки про силу гравітації і відсутність сил інерції, якщо метричний тензор не залежить від часу і на нескінченності переходить у сталий тензор Мінковського:
{\displaystyle (11)\qquad (g_{ij})={\begin{vmatrix}1&0&0&0\\0&-1&0&0\\0&0&-1&0\\0&0&0&-1\end{vmatrix}}}

## Основи доведення необхідності принципу еквівалентності у рамках КТП
Нехай розглядається деякий процес, у якому бере участь деяка кількість «зовнішніх» (різних) частинок, що можуть взаємодіяти із безмасовими частинками спіну 2 (як відомо, безмасове поле спіральності 2 описує гравітаційне поле). Нехай ці частинки випромінюють «м'які» гравітони (з імпульсом {\displaystyle \ q\to 0}). На мові діаграм частинкам відповідають зовнішні лінії. Якщо врахувати можливість випромінювання фотону із кожної зовнішньої лінії, то сумарна амплітуда такого процесу набуде вигляду
{\displaystyle \ M_{\alpha \beta }=M_{\alpha \beta }^{0}\sum _{n}{\frac {f_{n}\eta _{n}p_{n}^{\mu }p_{n}^{\nu }\varepsilon _{\mu \nu }(q)}{(q\cdot p_{n})}}}.
Тут {\displaystyle \ p_{n}} — 4-імпульс зовнішньої частинки, {\displaystyle \ \eta _{n}=\pm 1} дорівнює одиниці для кінцевої частинки і мінус одиниці для початкової, {\displaystyle \ f_{n}} — константа взаємодії даної {\displaystyle \ n}-ї частинки та гравітонів, {\displaystyle \ \varepsilon _{\mu \nu }(q)} — поляризаційний тензор гравітона, {\displaystyle \ M_{\alpha \beta }^{0}} — амплітуда процесу без урахування випромінювання «м'яких» гравітонів.
Умова лоренц-інваріантності процесу вимагає, щоб
{\displaystyle \ M_{\alpha \beta }^{0}\sum _{n}{\frac {f_{n}\eta _{n}p_{n}^{\mu }(p_{n}\cdot q)}{(q\cdot p_{n})}}=\sum _{n}f_{n}\eta _{n}=0}.
Як відомо, у будь-яких процесах зберігається 4-імпульс. Це вимагає, щоб усі константи взаємодії були однаковими: {\displaystyle \ f_{n}=f}. Це означає, що гравітаційне поле як поле спіральності 2 взаємодіє із будь-якими частинками однаково. Фактично, це є принципом еквівалентності. Більше того: зовнішніми частинками можуть бути самі гравітони, а це означає, що енергія-імпульс гравітаційного поля нічим не відрізняється від енергії-імпульсу матерії (це називається сильним принципом еквівалентності).

## Підтвердження принципу
Одне з основних припущень фундаментальної фізики полягає в тому, що різні властивості маси, а саме вага, інерція та гравітація — завжди залишаються незмінними по відношенню одна до одної. Без цієї еквівалентності теорія відносності Ейнштейна суперечила б, а наші нинішні підручники фізики довелося б переписати. Хоча всі вимірювання на сьогодні підтверджують принцип еквівалентності, квантова теорія постулює, що має бути порушення. Ця невідповідність між гравітаційною теорією Ейнштейна та сучасною квантовою теорією є причиною особливої важливості дедалі точніших перевірок принципу еквівалентності. Групі з Центру прикладних космічних технологій і мікрогравітації (ZARM) Бременського університету у співпраці з Інститутом геодезії (IfE) Ганноверського університету імені Лейбніца вдалося довести зі 100 разів більшою точністю, що пасивна гравітаційна маса й активна гравітаційна маса завжди еквівалентна, незалежно від конкретного складу відповідних мас. Дослідження проводилося в рамках Кластеру передового досвіду «QuantumFrontiers» і 14 липня 2023 року команда опублікувала свої висновки, як важливу наукову статтю в Physical Review Letters.
Фізичний контекст: інерційна маса чинить опір прискоренню. Наприклад, це призводить до того, що вас штовхає назад на ваше сидіння, коли автомобіль заводиться. Пасивна гравітаційна маса реагує на силу тяжіння і призводить до нашої ваги на Землі. Активна гравітаційна маса належати до сили тяжіння, яку чинить об’єкт, або, точніше, до розміру його гравітаційного поля.